# 近江日野商人ふるさと館「旧山中正吉邸」
近江日野商人ふるさと館「旧山中正吉邸」（おうみひのしょうにんふるさとかん きゅうやまなかしょうきちてい）は、滋賀県蒲生郡日野町にある体験・交流・学習施設。建物は近江日野商人（近江商人）の代表的な本宅建築とされ、2015年（平成27年）3月31日に日野町有形文化財に指定されている。

## 歴史

### 山中正吉家の歴史

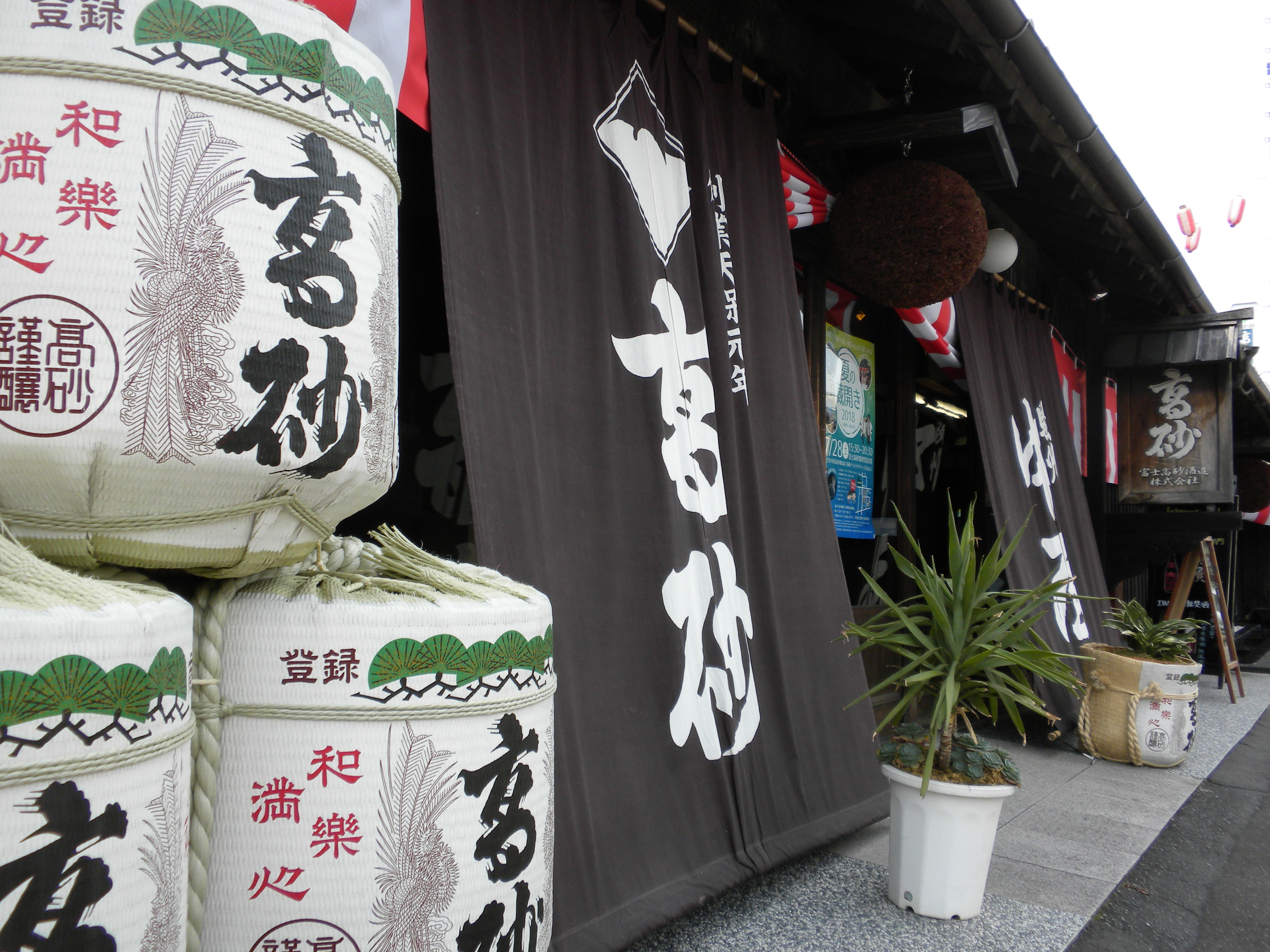
鈴木正吉商店をルーツとする富士高砂酒造

山中正吉家は近江国蒲生郡西大路村（現・滋賀県蒲生郡日野町西大路）出身の近江日野商人（近江商人）であり、駿河国富士郡大宮町（現・静岡県富士宮市）で酒造業や醤油醸造業を営んでいた。
2代目山中兵右衛門の次男として山中与兵衛がおり、山中与兵衛の八男として文化6年（1809年）に初代山中正吉が生まれた。したがって山中正吉家は山中兵右衛門家の分家筋にあたる。文政年間（1818年～1830年）、初代山中正吉は駿河国富士郡天間村（現・静岡県富士市）で酒造業を始めたが、その後店舗を閉鎖している。天保元年（1830年）には立宿にある鈴木藤右衛門の養子という形をとり、鈴木藤右衛門から酒株と店舗を借りて、富士郡大宮町（現・富士宮市）に鈴木正吉商店（現在の富士高砂酒造）を興した。
安政3年（1856年）、初代山中正吉は鈴木藤右衛門から酒株や酒庫を買い取り、屋号を中屋に改めた。万延元年（1860年）には初代山中正吉が仁正寺藩から土地を拝領したことで、幕末には出身地である日野に山中正吉家の主屋が建設された。中屋は酒・焼酎・醤油・味噌・酢を製造・販売し、1875年（明治8年）には富士郡今泉村（現・富士市）にも店舗を構えた。初代山中正吉は絵画をたしなみ、筑前四大画家のひとり・村田東圃を師としていた。「英輝」「松韻」などの号で多くの作品を残し、1884年（明治17年）の第2回内国絵画共進会では褒状を授与されており、宮内庁に買い上げられた際の代金を元にして18本の石橋を架けたとされる。
1879年（明治12年）には2代目山中正吉が家督を継ぎ、2代目山中正吉は1893年（明治26年）に富士郡大宮町阿幸地字欠畑（現・富士宮市）に欠畑酒店を構えた。2代目山中正吉は富士山本宮浅間大社と関わりが深く、日野の馬見岡綿向神社に富士山本宮浅間神社を勧請するなどしている。明治期の廃仏毀釈で富士山山頂に祀られていた仏像が廃棄されそうになった際、2代目山中正吉は仏像8体を譲り受けて匿い、中屋本店の酒蔵（現在の薬師蔵）に安置した。2代目山中正吉は富士馬車鉄道の株主であり、新甲州街道の改修事業においては賛同者となった。
1908年（明治41年）には3代目山中正吉が家督を継ぎ、1910年（明治43年）には富士郡岩松村岩本（現・富士市）に酒造店を構えた。1928年（昭和3年）には小笠郡横須賀町（現・掛川市）にあった大竹酒造を買い取り、1929年に大竹屋山中酒店とすると、3代目山中正吉の次男である山中兵二が分家して大竹屋山中酒店を営み、1954年（昭和29年）には山中酒造（現・遠州山中酒造）となっている。1925年（大正14年）に作られた『静岡県下清酒醸造大角力番附』によると、県下有数の酒造家だった山中正吉家は前頭に列せられた。山中正吉家は大宮で1119石、今泉で938石、加島で923石、阿幸地で799石の計3779石を生産しており、単純な合計値では横綱に列せられた東洋醸造を上回っていた。3代目山中正吉は1919年（大正8年）から1931年（昭和6年）まで滋賀県会議員を3期務め、第21代滋賀県会議長も務めている。また、滋賀県農工銀行頭取などの歴任した。大正時代には西大路曳山格納庫（山倉）が現在地に移転したが、この際には山中正吉家も協力している。1938年（昭和13年）頃には新座敷や洋間などを含めた現在の建物が全面改装された。
1940年（昭和15年）、4代目山中正吉は株式会社蒲生銀行（後に滋賀銀行に吸収）取締役に就任した。
1957年（昭和32年）、5代目山中正吉は滋賀トヨペット株式会社を設立し、社長と会長を務めた。

### 近江日野商人ふるさと館
5代目山中正吉が死去したこともあり、山中正吉邸は2000年代には空き家となった。その後、日野町在住の男性が山中正吉邸を購入し、2008年（平成20年）10月17日にこの所有者のもとで一般公開が開始された。
やがて日野町が山中正吉邸の土地を購入し、さらに所有者から建物の寄付を受けた。2015年（平成27年）3月31日には旧山中正吉家住宅として日野町有形文化財に指定された。2015年（平成27年）4月1日、近江日野商人ふるさと館「旧山中正吉邸」が開館した。2015年（平成27年）には『近江日野の歴史』全9巻の編纂が完結したが、旧山中正吉邸は編纂の過程で収集された古文書類の保存展示場所にもなっている。

## 建物

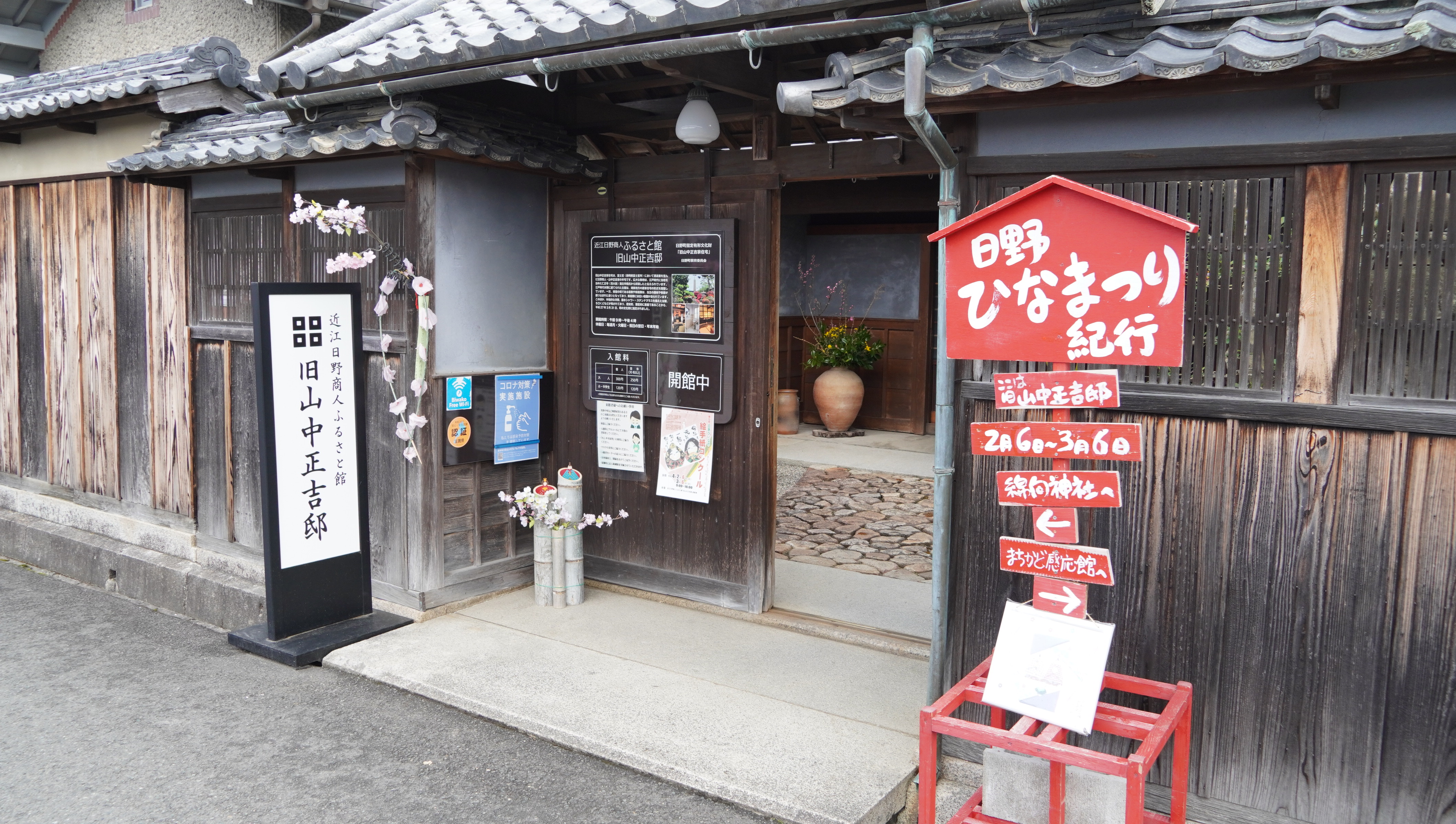
入口

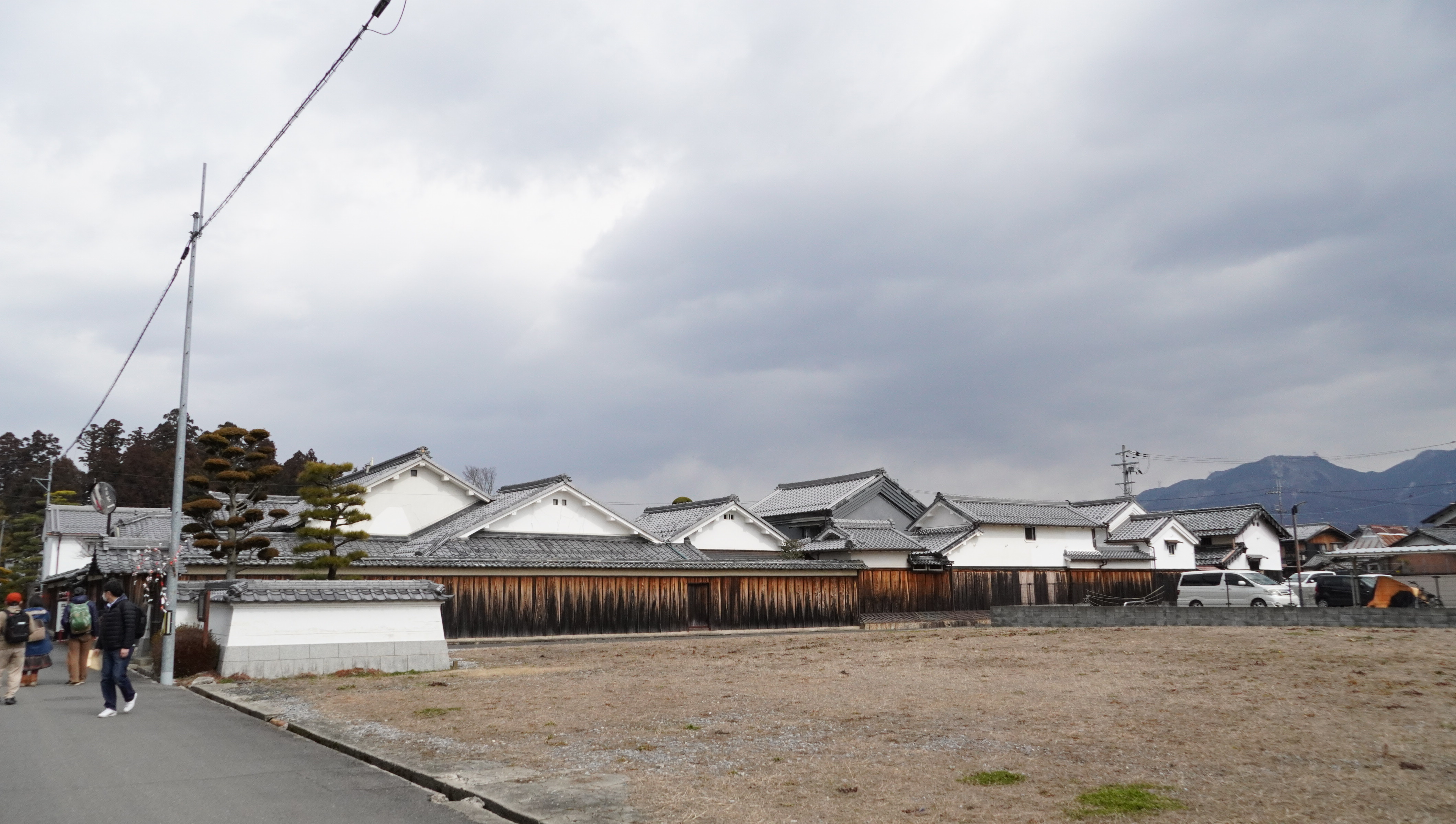
外観

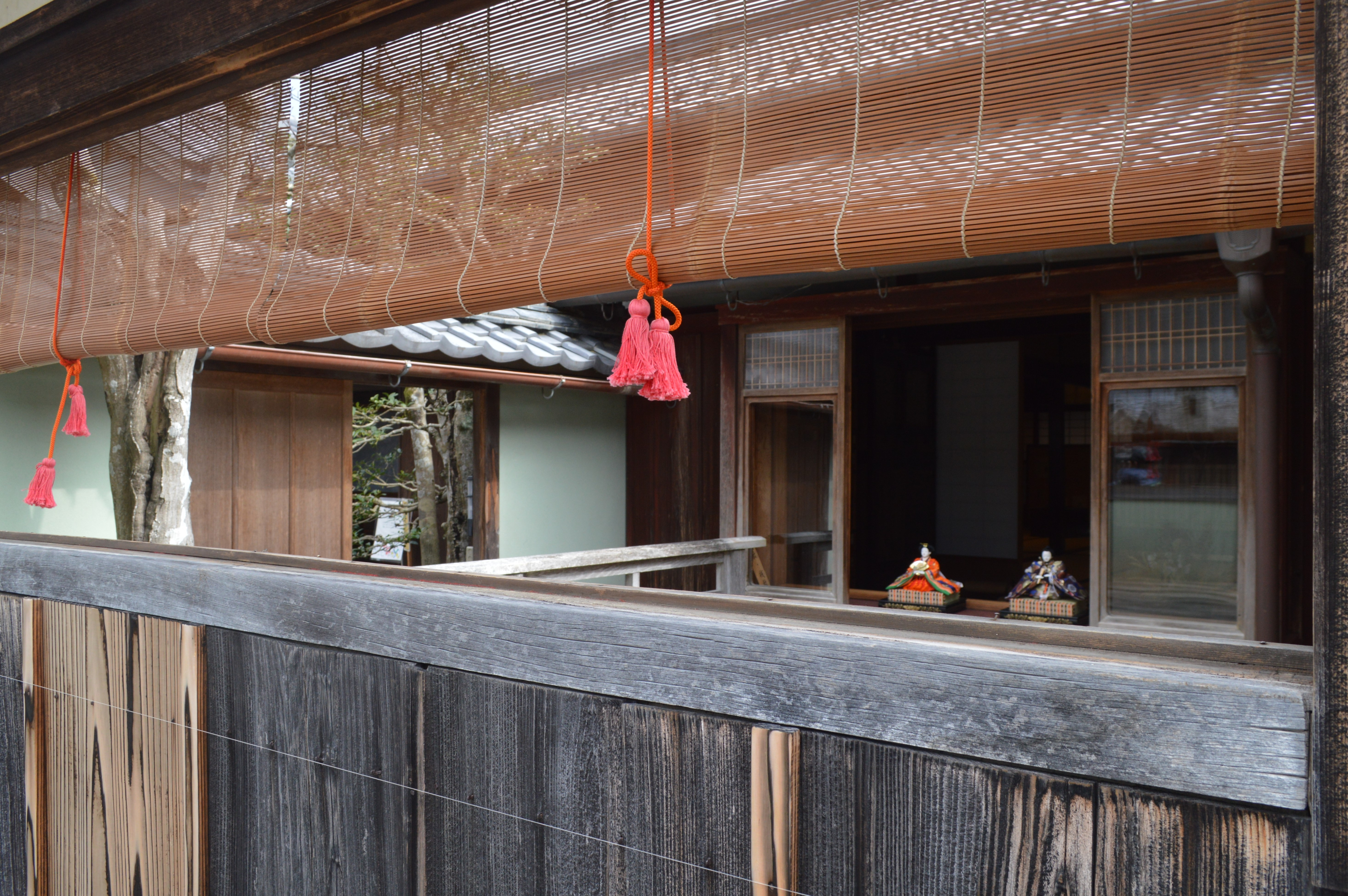
板塀の桟敷窓

旧山中正吉邸の敷地面積は約2000平方メートルであり、うち馬見岡綿向神社の参道に面している約1300平方メートルには多数の建物が並んでいる。旧山中正吉邸の建物は主屋、座敷、新座敷、洋間、新建、納屋、井戸屋形、蔵、文庫蔵、布団蔵などからなる。信楽院の天井画などを描いた高田敬輔は、没する前の81歳の時に山中正吉家の龍虎画を描いている。庭園には梅の古木や石灯籠などが配置されている。

### 主屋
主屋はこの地域の農家建築の典型である四間取型を踏襲しているとされる。切妻造瓦葦一部二階建て平入りで、二階部分は低いが開口部を設け、前面に格子をたてている。壁部分は漆喰塗りである。
規模は間口約13.9m・奥行約10.0m、桁行6間・梁間4間で、前面に半間の庇と付属屋を、背面に半間の庇を付けている。平面構造は四間取整形型を基本とし、南妻面を改造している。土間部分と床部分からなり、土間は2分し、表の（にわ）と奥の（にわ）からなる。台所土間には大釜付き五口くど（かまど）が残されている。玄関の柱には「厳倹約」と墨書きされた木札がある。

### 桟敷窓
日野町本町通りの町屋の板塀には、馬見岡綿向神社の例祭・日野祭を家の中から見物することのみを目的に考案された桟敷窓という開口部が設けられている。桟敷窓のある家は、馬見岡綿向神社から御旅所の雲雀野まで約4キロメートルの巡行路に、2002年時点で北側16軒、南側18軒の計34軒連なり、同様の開口部がある町屋は全国的に見て珍しく、日野にしかないともいわれている。
旧山中正吉邸の板塀にも桟敷窓が設けられている。毎年5月3日に行われる日野祭の際には、塀の内側に桟敷が設営され、緋毛氈で飾られ、人々は家の中からこの桟敷窓を通して、通りを巡行する曳山など祭り様子を見物する席として利用される。
2008年（平成20年）3月に日野町の春の観光イベントとして「日野・ひなまつり紀行」が初開催されて以後、毎年2月から3月には町内150か所以上で様々な年代の雛人形やひな壇が飾られる。旧山中正吉邸にもひな飾りが展示され、この桟敷窓を通して通りから屋内窓辺に飾られた雛人形を観賞するための窓として活用されている。

### 新座敷
大正末期から昭和初期には接客の場である新座敷が増築され、新座敷には数寄屋風書院造の和室、重厚な洋間、ステンドグラスがあしらわれた浴室などがある。新座敷の増築は、1919年（大正8年）に主屋の北隣にあった西大路曳山倉が現在地に移築されたのに伴い、跡地が山中正吉家の所有となったことによる。3代目正吉によってまず洋間が建築され、次いで新座敷を建築された。
新座敷には1926年（大正15年）3月の棟札が残り、和室は主屋・次の間・六畳の間などからなる。西面が入母屋造、東面が寄棟造の瓦葺の建物で、内装は良質な材木を用いた格式高い数寄屋風書院造の趣を備えたなかに、欄間やドアノブにガラスを用い、外壁北面をモルタル噴きつけ仕上げ（通称：ドイツ壁）とするなど、洋風の要素も採り入れられた。洋間は、屋外から直接出入りできる専用の玄関ポーチを備え、建築当時にはアーチも付設されていた。扉にステンドグラス、室内に煙突のないマントルピース、燭台を模した照明器具など、西洋の装飾を凝らした。
新座敷の新築にあわせて昭和初期に整備された庭が、建物の東西にあり、長浜の造園業者・住吉園により作庭された。新座敷と浴室に面した東側の庭は、建仁寺壁で囲ったなかに庭石や十三重塔や複数の石燈などを配置し、洋間に面した西側の庭は、石燈籠と銀閣寺型の手水鉢を置く。石燈籠のいくつかは、大津の名石工とよばれた西村嘉兵衛の作とみられる。
浴室は建坪4坪で、1933年（昭和8年）に設計された。設計書によれば外観は「純日本式」とされるが、内装は北窓にステンドグラスを用いるなど洋の要素も採り入れられている。

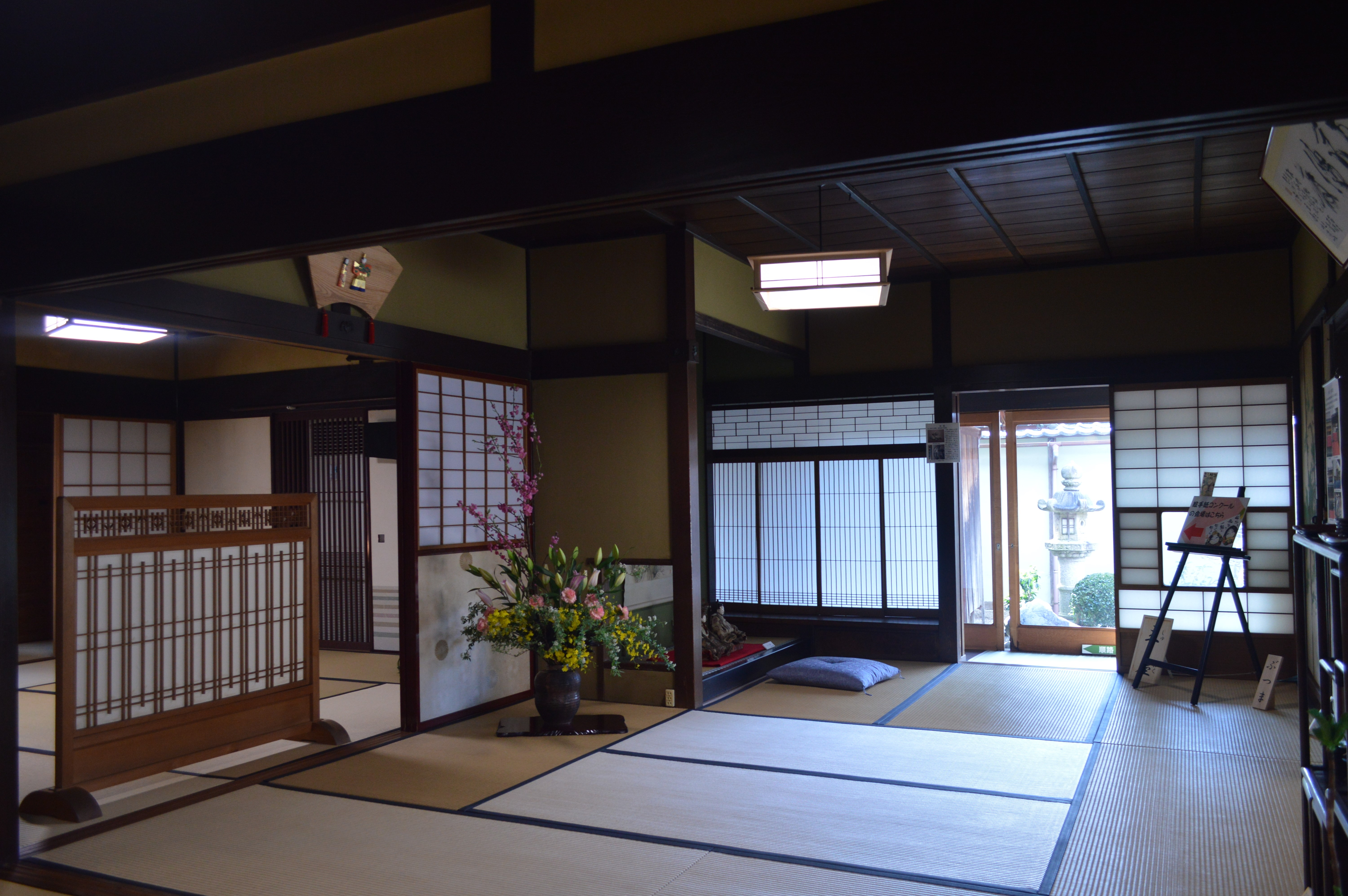
主屋
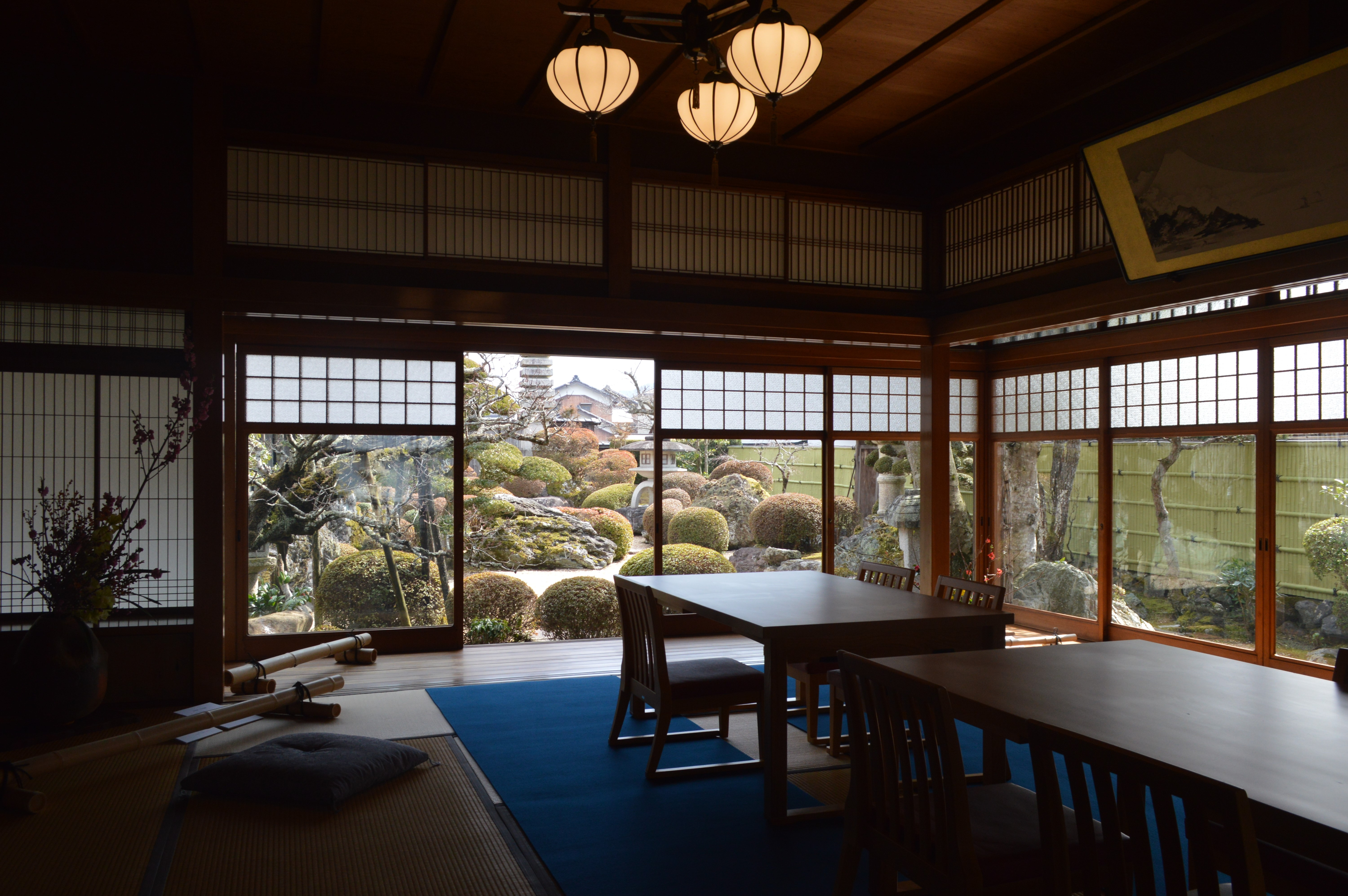
新座敷
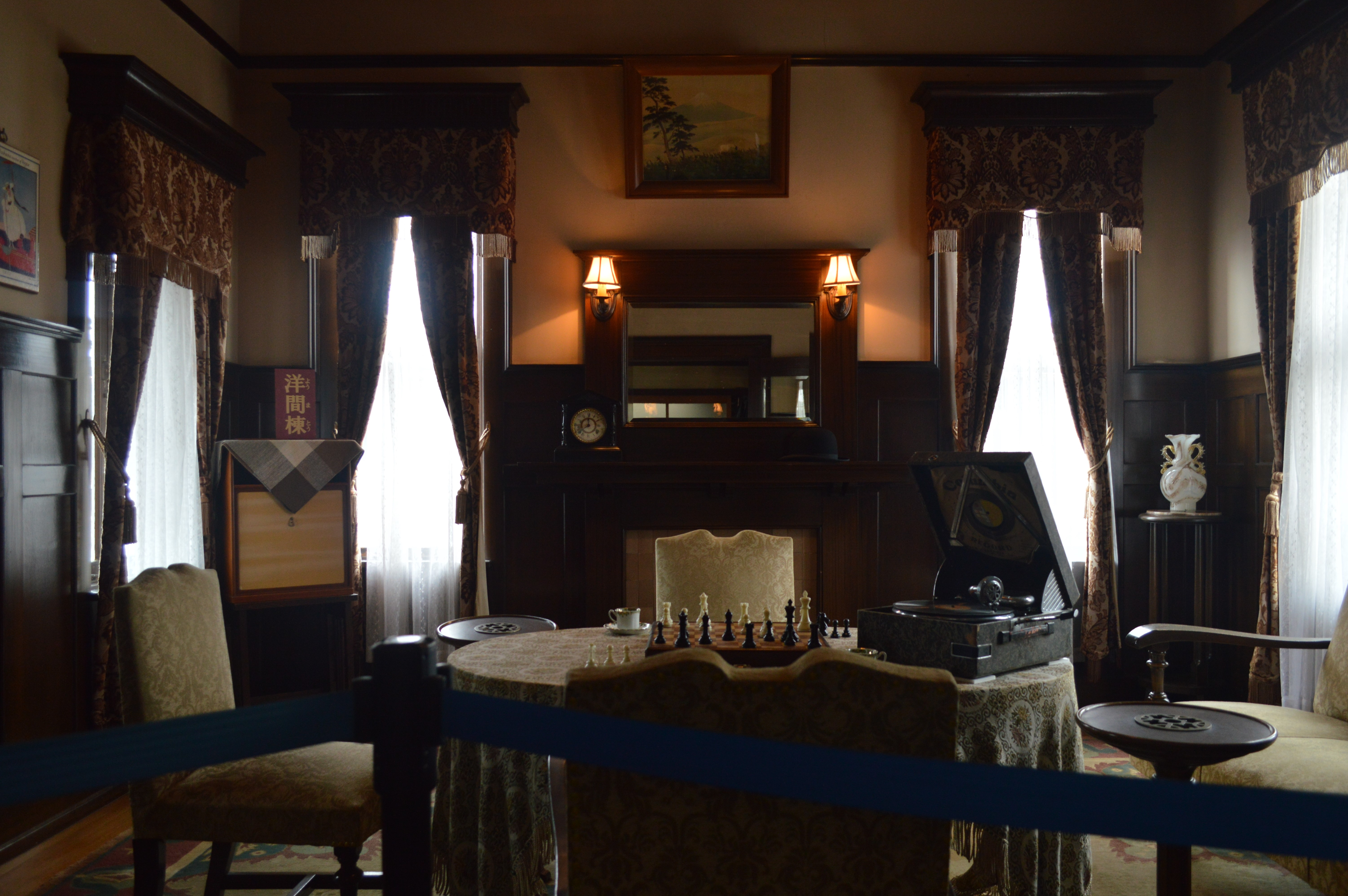
洋間
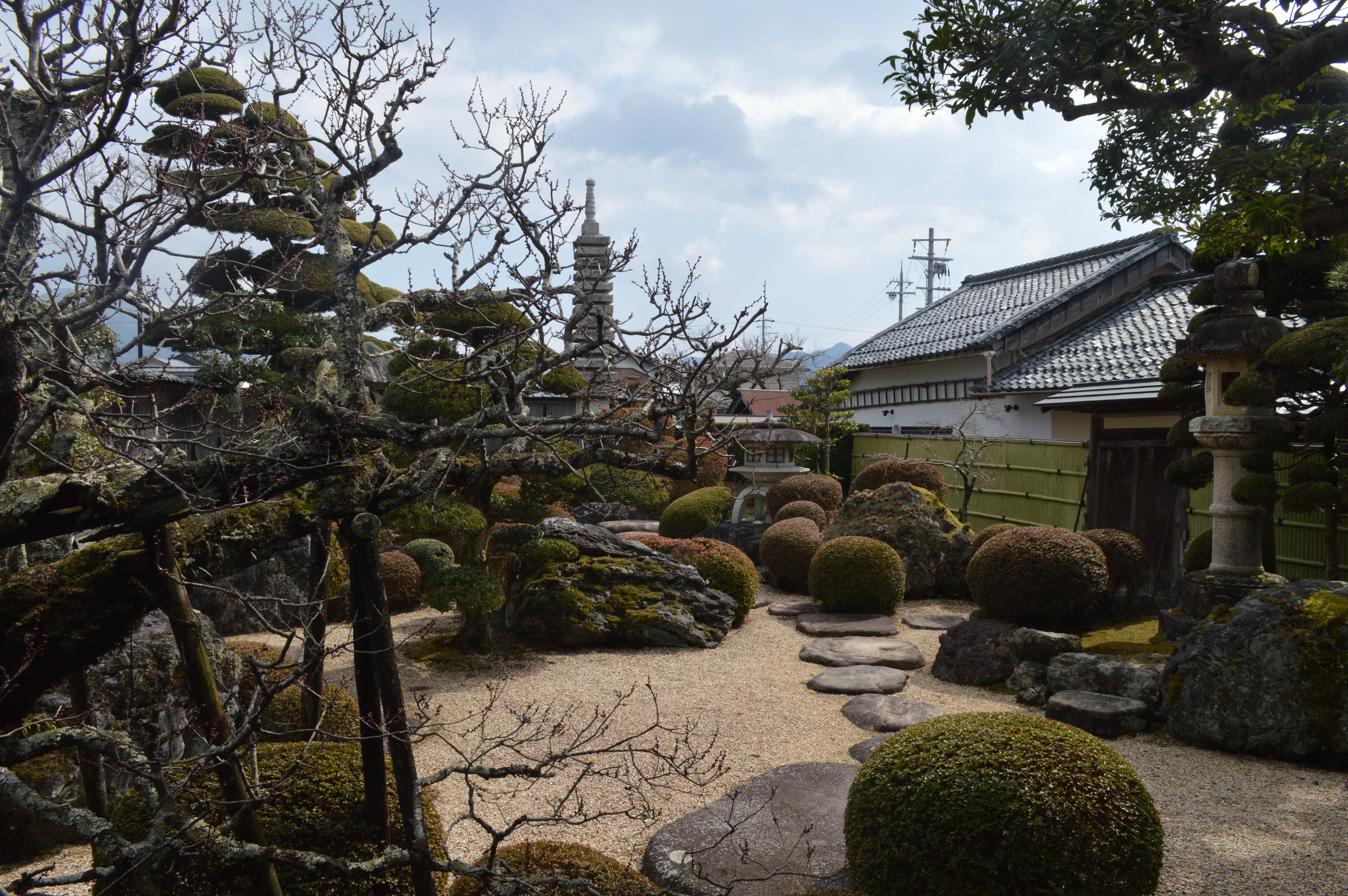
庭園

## 利用案内
開館時間
- 午前9時から午後4時まで

休館日
- 毎週月曜日・火曜日、祝日の翌日、年末年始

交通アクセス
- JR東海道本線近江八幡駅から近江鉄道バスに乗車して向町バス停下車後徒歩2分
- 近江鉄道本線日野駅から近江鉄道バスに乗車して向町バス停下車後徒歩2分